# Чорне Велике
Чорне Велике — озеро у Шацькому районі Волинської області України.
Озеро розташоване в південно-західному напрямку від селища Шацьк. Власне саме озеро займає крейдову котловину. Низьким перешийком відокремлене від озера Люцимер, яке лежить від нього на схід.
Площа озера становить 82 га, довжина озера 1375 м, ширина 650 м, максимальна глибина — 3,2 м, середня глибина — 2,5 м, об'єм води в озері становить 2,5 тис.м³. Довжина берегової лінії близько 3,7 км.
Живиться озеро Чорне підземними водами та атмосферними опадами.
Північний берег озера піщаний, південний та південно-східний низькі, сильно заболочені. Влітку озеро заростає водоростями в прибережній зоні — очерет, рогіз, ситник.
В озері Чорному активна реакція Рн коливається від 7,5-8,5 поверхні до 6,9-7,4 біля дна.
Активна реакція води здійснює суттєвий вплив на життєдіяльність водних організмів. Найменш сприятливе для них тепле і різнолужне середовище, яке не переносить багато з представників фіто-і зоопланктону, мальки та ікра, а також деякі риби.
Озеро порівняно невелике. Площа водозбору становить 4,8 км². Таким чином, водозбір води цього озера. Крім того, п'ята частина площі водозбору озера В.Чорного (0,642 км²) являє собою міську територію (смт. Шацьк) і господарсько-побутові стоки безпосередньо надходять в північну частину озера.
У фітопланктоні озера Великого Чорного зустрічається 27 видів, різновидностей і форм водоростей. Найрізноманітніші тут хлорококкові, діатомові і синьо-зелені водорості. Чисельність синьо-зелених і діатомових значно вища, ніж в озерах Світязь, Пісочне, Перемут і навіть Соминець. Влітку їх розвиток досягає ступеня «цвітіння». Рівень загальної чисельності і біомаси фітопланктону в озері дуже високий.
Вища водна рослинність представлена такими видами, як очерет звичайний, рогіз вузьколистий, латаття жовте, рдесник плаваючий, тілоріз, елодея канадська, хара.
Озеро Чорне Велике неглибоке. Воно добре прогрівається, чим і спричинене багатство підводної і надводної рослинності.
В цілому по озеру вміст кисню тримаються на рівні насичення. Весною при температурі 12 °С концентрація кисню становить 10,63 мг/л, а влітку при температурі 19,9°С — 8,59 мг/л.
Озеро Чорне відзначається великою різноманітністю видів риб.
Широко розповсюджені тут плотва, карась сріблястий, лящ, йорж, в'юн, короп. Дуже рідко може зустрітися сом та щука.
Добре прижились в озері сазан амурський, судак. З рідкісних завезених видів в озері Чорному Великому є білий амур та строкатий товстолобик — ці види тут не розмножуються.
Орнітофауна озера Чорного не визначається багатством та різноманітністю. Постійно тут зустрічаються тільки крижень, лиска та чирок-тріскунок, та й ті в невеликих кількостях.

## Галерея

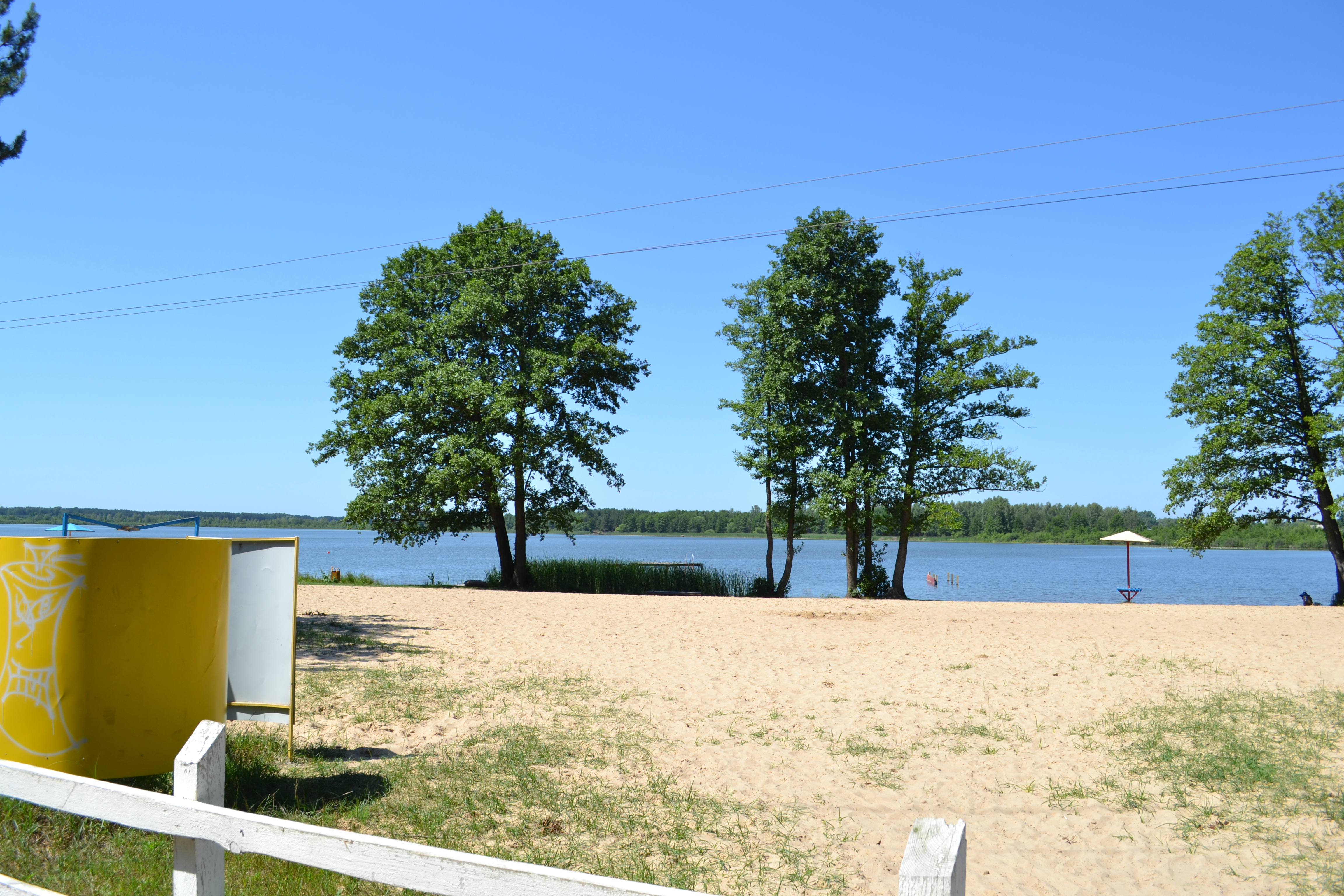
Озеро Чорне Велике на південно-західній околиці селища